# ジェドカラー
ジェドカラーとは、エジプト第5王朝の8代ファラオである。

## 太陽神殿
ジェドカラー王の治世から、太陽神殿が建設されなくなっている。このことは、王権理念や宗教的な変化を表しており、王権側が太陽神ラー以外の諸神の信仰をも重視するようになったと考えられる。